# Spudaeus davisii
Spudaeus davisii är en stekelart som först beskrevs av Charles Thomas Brues 1910.  Spudaeus davisii ingår i släktet Spudaeus och familjen brokparasitsteklar. Inga underarter finns listade i Catalogue of Life.